# Grand Prix de Plumelec-Morbihan 2018
La 42e édition du Grand Prix de Plumelec-Morbihan a eu lieu le 26 mai 2018. La course fait partie du calendrier UCI Europe Tour 2018 en catégorie 1.1. C'est également la neuvième épreuve de la Coupe de France sur route.
Sous l'impulsion des AG2R La Mondiale, le peloton se scinde en de multiples groupes dans la dernière bosse du circuit. L'Italien Andrea Pasqualon (Wanty-Groupe Gobert) règle finalement le groupe des favoris, devant les français Julien Simon et Samuel Dumoulin.

## Classement final
| \| Classement général \| Classement général \| Classement général \| Classement général \| Classement général \| \| Coureur \| Coureur \| Pays \| Équipe \| Temps \| \| ------------------ \| ------------------ \| ------------------ \| -------------------------- \| ------------------ \| \| 1er \| Andrea Pasqualon \| Italie \| Wanty-Groupe Gobert \| 4 h 27 min 42 s \| \| 2e \| Julien Simon \| France \| Cofidis, Solutions Crédits \| + 0 s \| \| 3e \| Samuel Dumoulin \| France \| AG2R La Mondiale \| + 0 s \| \| 4e \| Arthur Vichot \| France \| Groupama-FDJ \| + 0 s \| \| 5e \| Alexis Vuillermoz \| France \| AG2R La Mondiale \| + 0 s \| \| 6e \| Jesús Herrada \| Espagne \| Cofidis, Solutions Crédits \| + 3 s \| \| 7e \| Garikoitz Bravo \| Espagne \| Euskadi-Murias \| + 10 s \| \| 8e \| Romain Hardy \| France \| Fortuneo-Samsic \| + 14 s \| \| 9e \| Sergey Firsanov \| Russie \| Gazprom-RusVelo \| + 17 s \| \| 10e \| Jonathan Lastra \| Espagne \| Caja Rural-Seguros RGA \| + 18 s \| |                   |         |                            |                 |
| |                   |         |                            |                 |
| Source : ProCyclingStats |                   |         |                            |                 |
| Classement général |                   |         |                            |                 |
| Coureur | Coureur           | Pays    | Équipe                     | Temps           |
| 1er | Andrea Pasqualon  | Italie  | Wanty-Groupe Gobert        | 4 h 27 min 42 s |
| 2e | Julien Simon      | France  | Cofidis, Solutions Crédits | + 0 s           |
| 3e | Samuel Dumoulin   | France  | AG2R La Mondiale           | + 0 s           |
| 4e | Arthur Vichot     | France  | Groupama-FDJ               | + 0 s           |
| 5e | Alexis Vuillermoz | France  | AG2R La Mondiale           | + 0 s           |
| 6e | Jesús Herrada     | Espagne | Cofidis, Solutions Crédits | + 3 s           |
| 7e | Garikoitz Bravo   | Espagne | Euskadi-Murias             | + 10 s          |
| 8e | Romain Hardy      | France  | Fortuneo-Samsic            | + 14 s          |
| 9e | Sergey Firsanov   | Russie  | Gazprom-RusVelo            | + 17 s          |
| 10e | Jonathan Lastra   | Espagne | Caja Rural-Seguros RGA     | + 18 s          |